# Episodi di Doraemon (serie animata 1979) (diciottesima stagione)
Questa è la lista degli episodi della diciottesima stagione dell'anime 1979 di Doraemon.

## Episodi
| Nº Ja | Nº It | Titolo italiano Giapponese 「Kanji」 - Rōmaji                                      | In onda           | In onda        |
| Nº Ja | Nº It | Titolo italiano Giapponese 「Kanji」 - Rōmaji                                      | Giapponese        | Italiano       |
| 1334  | 702   | Il contrario calendario 「あと戻りカレンダー」 - Ato modori karendā                | 11 gennaio 1996   | 3 luglio 2007  |
| 1335  | 208   | I banchi di ghiaccio 「流氷がやってきた！」 - Ryuuhyou ga yatteki ta!              | 18 gennaio 1996   | 29 marzo 2004  |
| 1336  | 736   | I guanti della rivincita 「反対グローブ」 - Hantai gurōbu                          | 25 gennaio 1996   | 26 luglio 2007 |
| 1337  | 738   | L'adesivo servente 「しもべステッカー」 - Shimo be sutekkā                         | 1º febbraio 1996  | 27 luglio 2007 |
| 1338  | 740   | La cambiacrema 「イメージ変身 クリーム」 - Imēji henshin kurīmu                    | 8 febbraio 1996   | 30 luglio 2007 |
| 1339  | -     | 「苦労スイッチ」 - Kurō suitchi – "L'interruttore di lotta"                        | 22 febbraio 1996  | inedito        |
| 1340  | 742   | Suoni e ultrasuoni 「ひびけ！ ジャイアンの歌」 - Hibike! Jaian no uta              | 8 marzo 1996      | 31 luglio 2007 |
| 1341  | 744   | La sveglia delle difficoltà 「シックハック」 - Shikkuhakku                         | 15 marzo 1996     | 1º agosto 2007 |
| 1342  | 746   | La borsa "farespesa" 「おつかいバッグ」 - O tsukai baggu                           | 22 marzo 1996     | 2 agosto 2007  |
| 1343  | 748   | La cintura magnetica 「じしゃくベルト」 - Ji shaku beruto                          | 19 aprile 1996    | 3 agosto 2007  |
| 1344  | 750   | Il guanto magico 「タッチグローブ」 - Tacchigurōbu                                 | 26 aprile 1996    | 6 agosto 2007  |
| 1345  | 752   | Il berretto dell'immaginazione 「リアルキャップ」 - Riaru kyappu                   | 3 maggio 1996     | 7 agosto 2007  |
| 1346  | 754   | Le caramelle cambiavoce 「七色の声あめ」 - Nanairo no koe ame                      | 10 maggio 1996    | 8 agosto 2007  |
| 1347  | 756   | Lo spray della parola 「おしゃべり切手」 - Oshaberi kitte                          | 17 maggio 1996    | 9 agosto 2007  |
| 1348  | 758   | Il fantasma di Pandora 「パンドラのお化け」 - Pandora no obake                     | 24 maggio 1996    | 10 agosto 2007 |
| 1349  | 760   | Il cappello del coraggio 「勇気リンリン帽子」 - Yuuki rinrin boushi                | 31 maggio 1996    | 13 agosto 2007 |
| 1350  | 762   | Motocross in città 「人間モトクロス」 - Ningen motokurosu                          | 7 giugno 1996     | 14 agosto 2007 |
| 1351  | 764   | Nei panni di una bambina 「わたし，のび子よ」 - Watashi, Nobiko yo                 | 14 giugno 1996    | 15 agosto 2007 |
| 1352  | -     | 「チルチルペンキ」 - Chiruchirupenki – "La vernice fredda"                         | 21 giugno 1996    | inedito        |
| 1353  | 766   | La molla velocizzante 「ハッスルネジ巻き」 - Hassuru neji maki                     | 28 giugno 1996    | 16 agosto 2007 |
| 1354  | 768   | Un po' di svago per Jaiko 「ジャイ子に休日を」 - Jaiko ni kyuujitsu o              | 5 luglio 1996     | 17 agosto 2007 |
| 1355  | 770   | Il fratello maggiore 「のび太のお兄さん」 - Nobita no o niisan                     | 12 luglio 1996    | 20 agosto 2007 |
| 1356  | 772   | I pantaloni corricorri 「走れ！のび太」 - Hashire! Nobita                          | 19 luglio 1996    | 21 agosto 2007 |
| 1357  | 774   | Le dormomai 「ひとつぶ24時間」 - Hitotsubu 24 jikan                                | 26 luglio 1996    | 22 agosto 2007 |
| 1358  | 776   | La sforbiciaombra 「かげ切りバサミ」 - Kage kiri basami                            | 2 agosto 1996     | 23 agosto 2007 |
| 1359  | 778   | Le labbra della realtà 「スーパーサラリーマン」 - Sūpā sararīman                   | 9 agosto 1996     | 24 agosto 2007 |
| 1360  | -     | 「ウキウキプール」 - Ukiukipūru – "La piscina"                                     | 23 agosto 1996    | inedito        |
| 1361  | -     | 「持ち主を探せ！」 - Mochinushi o sagase! – "Il proprietario"                      | 30 agosto 1996    | inedito        |
| 1362  | -     | 「ぐるめフォークセット」 - Guru-me fōkusetto – "Le forchette Gourmet"              | 6 settembre 1996  | inedito        |
| 1363  | -     | 「のび犬のび太」 - Nobi inu Nobita – "Il cane di Nobita"                           | 13 settembre 1996 | inedito        |
| 1364  | -     | 「弟はのび太くん」 - Otōto wa Nobitakun – "Un fratellino per Nobita!"              | 11 ottobre 1996   | inedito        |
| 1365  | -     | 「ミイちゃんが行方不明」 - Mī-chan ga yukue fumei – "La mia Mii-chan!"             | 18 ottobre 1996   | inedito        |
| 1366  | -     | 「プライドクスグリン」 - Puraidokusugurin – "L'orologio Kusugurin"                 | 25 ottobre 1996   | inedito        |
| 1367  | -     | 「カードテレビ電話」 - Kādoterebi denwa – "Il videocitofono a scheda"              | 1º novembre 1996  | inedito        |
| 1368  | -     | 「昼が夜で，夜が昼？」 - Hiru ga yoru de, yoru ga hiru? – "Giorno o notte?"        | 8 novembre 1996   | inedito        |
| 1369  | -     | 「メロディーおたま」 - Merodī o tama – "Il mestolo di melodia"                     | 15 novembre 1996  | inedito        |
| 1370  | -     | 「アニマルクリニック」 - Animarukurinikku – "La clinica per animali"               | 22 novembre 1996  | inedito        |
| 1371  | -     | 「生き物交通標識」 - Ikimono kōtsū hyōshiki – "Il segnale stradale della creatura" | 29 novembre 1996  | inedito        |
| 1372  | -     | 「重力ペンキスプレー」 - Jūryoku penkisupurē – "La vernice spray della gravità"    | 6 dicembre 1996   | inedito        |
| 1373  | -     | 「ミニドラ大脱走」 - Minidora dai dassō – "La grande fuga di Mini-Dora!"           | 13 dicembre 1996  | inedito        |
| 1374  | -     | 「未来へのメッセージ」 - Mirai e no messēji – "Il messaggio al futuro"             | 20 dicembre 1996  | inedito        |

## Speciali
| Nº  | Giapponese 「Kanji」 - Rōmaji - Traduzione letterale                              | In onda           | In onda  |
| Nº  | Giapponese 「Kanji」 - Rōmaji - Traduzione letterale                              | Giapponese        | Italiano |
| S76 | 「とんだタイム ふろしき」 - Tonda taimu furoshiki – "Il tempo tondo"              | 4 gennaio 1996    | inedito  |
| S77 | 「ホメールライト」 - Homēruraito – "Le luci di Omero"                             | 15 febbraio 1996  | inedito  |
| S78 | 「７年後のなやみ」 - 7-Nen-go no nayami – "7 anni dopo... C'è un problema!"       | 1º marzo 1996     | inedito  |
| S79 | 「エイプリルフール」 - Eipurirufūru – "Il pesce d'aprile"                         | 29 marzo 1996     | inedito  |
| S80 | 「人間マリオネット」 - Ningen marionetto – "La marionetta umana"                  | 16 agosto 1996    | inedito  |
| S81 | 「３分間カップ旅行」 - 3-funkan kappu ryokō – "3 minuti... Viaggio in una tazza!" | 20 settembre 1996 | inedito  |
| S82 | 「サンタメール」 - Santamēru – "La posta di Babbo Natale"                         | 21 dicembre 1996  | inedito  |